# Open Barranquilla 2025
L'Open Barranquilla 2025 è stato un torneo maschile di tennis professionistico. È stata la 7ª edizione del torneo, facente parte della categoria Challenger 75 nell'ambito dell'ATP Challenger Tour 2025, con un montepremi di 100 000 $. Si è giocato dall'11 al 16 agosto 2025 sui campi in cemento del Country Club di Barranquilla, in Colombia.

## Partecipanti

### Teste di serie
| Nazionalità | Giocatore                  | Ranking* | Testa di serie |
| ----------- | -------------------------- | -------- | -------------- |
| Argentina   | Juan Pablo Ficovich        | 127      | 1              |
| Cile        | Tomás Barrios Vera         | 131      | 2              |
| Australia   | Bernard Tomić              | 184      | 3              |
| Argentina   | Santiago Rodríguez Taverna | 190      | 4              |
| Ucraina     | Vitaliy Sachko             | 222      | 5              |
| Colombia    | Nicolás Mejía              | 238      | 6              |
| Spagna      | Pol Martín Tiffon          | 243      | 7              |
| Paraguay    | Daniel Vallejo             | 245      | 8              |

* Ranking al 4 agosto 2025.

### Altri partecipanti
I seguenti giocatori hanno ricevuto una wild card per il tabellone principale:
- Samuel Heredia
- Samuel Alejandro Linde Palacios
- Miguel Tobón

Il seguente giocatore è entrato in tabellone con il ranking protetto:
- Darian King

I seguenti giocatori sono entrati in tabellone come alternate:
- Juan Sebastián Gómez
- Johan Alexander Rodríguez
- Paulo André Saraiva dos Santos

I seguenti giocatori sono passati dalle qualificazioni:
- Facundo Bagnis
- Bruno Kuzuhara
- Jacob Brumm
- Joshua Sheehy
- Taha Baadi
- Noah Schachter

## Punti e montepremi
| Torneo    | Torneo              | V     | F     | SF    | QF    | 2T    | 1T  | Q | Q2  | Q1  |
| Singolare | Punti               | 75    | 44    | 22    | 12    | 6     | 0   | 4 | 2   | 0   |
| Singolare | Premi in denaro ($) | 9 880 | 5 820 | 3 450 | 2 000 | 1 165 | 720 | – | 360 | 185 |
| Doppio    | Punti               | 75    | 44    | 22    | 12    | –     | 0   | – | –   | –   |
| Doppio    | Premi in denaro ($) | 4 250 | 2 450 | 1 480 | 880   | –     | 500 | – | –   | –   |

## Campioni

### Singolare
Arthur Fery ha sconfitto in finale  Bernard Tomić per walkover.

### Doppio
Benjamin Kittay /  Cristian Rodríguez hanno sconfitto in finale  Taha Baadi /  Dan Martin con il punteggio di 6–2, 6–4.